# Horst Wild
Horst Wild (* 4. Oktober 1943 in Karlsruhe) ist ein ehemaliger Fußballspieler der Fußball-Bundesliga, der bei den Vereinen Karlsruher SC und MSV Duisburg aktiv war und von 1963 bis 1968 insgesamt 131 Bundesligaspiele mit 44 Toren absolviert hat.

## Laufbahn

### Jugend, bis 1962
Das Fußballspiel begann der Karlsruher Junge beim FC Südstern Karlsruhe. Sein Talent führte ihn aber schnell in die Jugendabteilung des Karlsruher SC. Durch die erfolgreiche A-Jugend des KSC gefördert, stand er in den Jahren 1961 und 1962 mit der Regionalauswahl von Süddeutschland in den jeweiligen Endspielen um den Jugendländerpokal des DFB. Die Berufung in die Jugendnationalmannschaft reihte sich nahtlos an. Wild vertrat in den Jahren 1961 und 1962 in allen ausgetragenen 12 Länderspielen die Farben des DFB. Der spätere Bundestrainer Helmut Schön feierte mit der UEFA-Jugend 1961 in Portugal bei dem prestigeträchtigen Turnier den guten dritten Platz. Mit Sepp Maier, Bernd Patzke, Wolfgang Weber, Reinhard Libuda und Wolfgang Overath hatte Wild dabei Mitspieler, die in den folgenden Jahren auch den Weg in die A-Nationalmannschaft vollzogen.
Für den erfolgreichen A-Jugendlichen ging es aber zunächst darum, den Sprung in die Oberliga-Stammelf des KSC zu schaffen.

### Oberliga Süd und Bundesliga, 1962 bis 1968
Zusammen mit seinem Mitspieler Rolf Kahn aus der A-Jugend, schaffte es Horst Wild, auf Anhieb in der Saison 1962/63 in die erste Formation der Liga-Elf des KSC. Trainer Kurt Sommerlatt konnte mit den drei neuen Spielern Otto Geisert, Kahn und Wild die Mannschaft auf den 5. Rang führen und damit die Qualifikation zur neuen Fußball-Bundesliga für den KSC erreichen. Wild war in 22 Spielen der Fußball-Oberliga Süd im Einsatz und erzielte dabei 11 Tore. Der beidfüßig schussstarke Techniker wurde zumeist als Linksaußen eingesetzt.
In der Bundesliga schwächelte zwar der KSC, Horst Wild dagegen setzte seine Entwicklung kontinuierlich fort. Am 4. März 1964 wurde er dadurch auch beim Spiel der Juniorennationalmannschaft gegen die Türkei (1:2) in Ankara für den DFB eingesetzt. Am 29. April folgte seine zweite Berufung in die Juniorenauswahl beim Länderspiel in Karlsbad gegen die Tschechoslowakei (1:0). Ein Höhepunkt seiner sportlichen Laufbahn war sein Mitwirken beim Juniorenländerspiel am 25. Juni 1965 in Freiburg gegen England. Mit der Angriffsreihe Horst Gecks, Hans Schulz, Sigfried Held, Johannes Löhr und Horst Wild setzten sich die deutschen Junioren mit 1:0 durch.
Hinderlich an der Entwicklung zur persönlichen Höchstleistung von Wild waren in den Anfangsjahren der Bundesliga die mehreren Trainerwechsel beim KSC und der andauernde Kampf um den Klassenerhalt. Trotzdem brachte es Horst Wild von 1963 bis 1967 beim KSC auf 100 Bundesliga-Spiele und 34 Tore. Er war in diesen vier Runden zu einem Spielmacher gereift, der aber über eine gut entwickelte Abschlussqualität verfügte, als Freistoßschütze und sicherer Mann für den Elfmeter sich ausgezeichnet hatte. Deshalb griff der MSV Duisburg zu und verpflichtete den Karlsruher zur Runde 1967/68. Unter der harten Knute des Ungarn Gyula Lóránt kam der MSV – nicht zuletzt durch die sehr gute Leistung des Mittelfeldspielers Wild – im Endklassement auf den guten siebten Rang in dieser Runde. Der KSC stieg als Tabellenletzter aus der Bundesliga ab. Wild hatte 31 Spiele und 10 Tore für Duisburg beigesteuert.

### Regionalliga, 1968 bis 1974
Nach dem Absturz aus der Bundesliga bündelte der KSC seine Kräfte und konnte Horst Wild vor der Saison 1968/69 zurück in den Wildpark holen. Für den Verein war das zwar gut, für den dreimaligen Juniorennationalspieler bedeutete das aber den Abschied vom großen Fußball. Dem von Horst Wild geführten KSC gelang zwar sofort der Titelgewinn in der Regionalliga Süd, der Aufstieg gelang aber nicht. Von 1968 bis 1974 bestritt Wild 196 Spiele für den KSC und konnte dabei auch 72 Tore erzielen. Er ist der Karlsruher Regionalliga-Rekordspieler und -torschütze. Der krönende Aufstieg in die Bundesliga blieb ihm aber versagt.
Am 4. November 1973 bestritt er dann für den ASV Landau sein erstes Spiel in der Regionalliga Südwest, wohin er nach Differenzen mit Trainer Carl-Heinz Rühl gewechselt war. In Landau beendete er 1974 am Rundenende seine Karriere im höherklassigen Fußball. Er hatte in Landau nochmals 20 Regionalligaspiele mit acht Toren bestritten.

### Amateurfußball, 1974 bis 1980
Danach folgten mehrere Stationen im Amateurbereich, wie der in Südbaden beim Offenburger FV, am Ende die Rückkehr in den Fußballkreis Karlsruhe bei TSV Schöllbronn und FT (Freie Turner) Forchheim, hier als Spielertrainer, bei dem er bis zur Saison 1979/1980 aktiv war.

## Nach der aktiven Karriere
Der Abiturient, der bei der Stadt Karlsruhe im Gehobenen Verwaltungsdienst Jahrzehnte tätig war, trainierte nach seiner aktiven Zeit im Karlsruher Umland mehrere Amateurvereine. In den letzten Jahren machte er sich auch bei der AH-Abteilung des KSC als gewissenhafter Organisator verdient.